# Yuto Nakayama
Yuto Nakayama (中山 雄登 Nakayama Yuto?, Hiroshima, 11 de abril de 1991) es un futbolista japonés que juega como centrocampista en el Criacao Shinjuku.

## Trayectoria

### Clubes
| Club                | País  | Año       |
| ------------------- | ----- | --------- |
| Roasso Kumamoto     | Japón | 2014-2019 |
| Thespakusatsu Gunma | Japón | 2020-2022 |
| Criacao Shinjuku    | Japón | 2023-     |